# SER Juventude
Der Sociedade Esportiva e Recreativa Juventude, in der Regel nur kurz Juventude, Juventude MT oder SER Juventude MT genannt, ist ein Fußballverein aus Primavera do Leste im brasilianischen Bundesstaat Mato Grosso.

## Erfolge
- Staatsmeisterschaft von Mato Grosso: 2000, 2001
- Staatsmeisterschaft von Mato Grosso – Segunda Divisão: 1990

## Stadion
Der Verein trägt seine Heimspiele im Estádio Antônio Santo Renosto, auch unter dem Namen Cerradão bekannt, in Primavera do Leste aus. Das Stadion hat ein Fassungsvermögen von 5000 Personen.